# 秀山堂

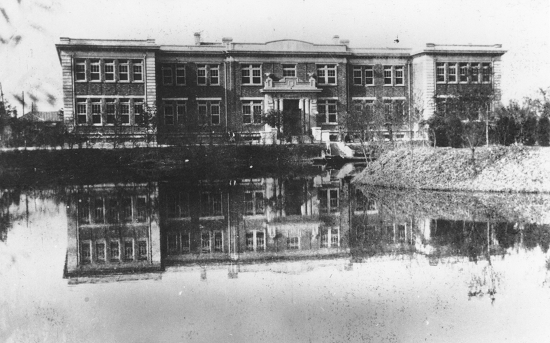
南开大学秀山堂

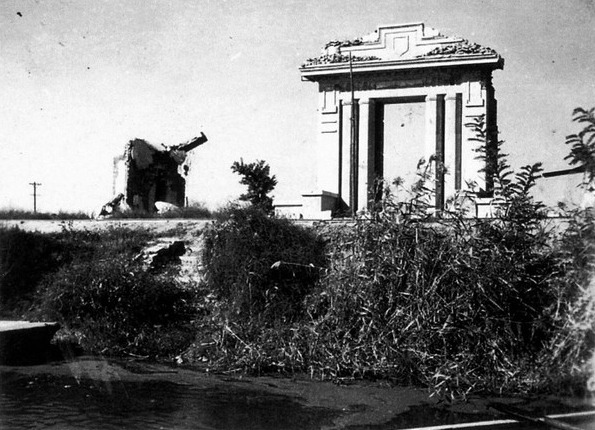
秀山堂被炸后的残迹

秀山堂，1924年落成，是南开大学建校早期建筑，是南开大学的行政办公和文商科教学楼，南开大学的经济研究所等机构曾在此办公。大楼是李纯所捐基金建设而成，因而被命名为“秀山堂”，并铸李秀山铜像，以兹纪念。1927年9月10日，南开大学社会经济研究委员会在秀山堂成立。1937年7月30日，秀山堂毁于日军轰炸。
目前，秀山堂原址现为南开大学幼儿园。
2016年10月，“木斋馆、秀山堂、思源堂复建奠基仪式”在南开大学津南校区举行，秀山堂将与木斋馆、思源堂等三座南开大学校史上重要的历史建筑在南开大学津南校区复建。